# Ecco fatto il becco all'oca (e le corna al Podestà)

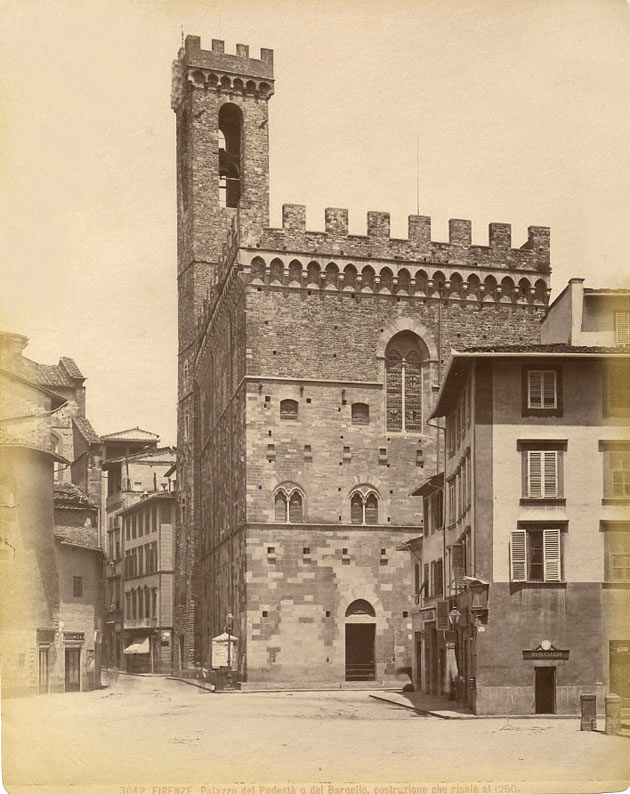
Il Bargello visto da Giacomo Brogi

Ecco fatto il becco all'oca (e le corna al Podestà) è un proverbio fiorentino dal sapore iconoclasta ormai quasi completamente caduto in disuso. È stato coniato nella Firenze medioevale per indicare la figura del Podestà quale gabelliere gabbato dai debitori.
Nella versione maggiormente diffusa di questo detto, quella in uso a Firenze, si sostiene che il Podestà avesse una moglie molto avvenente e molto disponibile per cui egli, per proteggere l'onore suo e di lei, fece costruire da un fabbro una cintura di castità con una chiave che doveva essere a prova di falsificazione; ma uno spasimante della moglie riuscì a produrre la chiave che aprì la cintura e questa pare avesse l'aspetto appunto di un becco d'oca. Una volta compiuta l'opera dell'apertura della cintura e giaciuto con la signora, lo spasimante pare esclamasse la frase: "Ecco fatto il becco all'oca e le corna al Podestà".
L'oca citata era in effetti un'aquila in pietra affissa sulla facciata del Palazzo del Bargello, o Palazzo del Popolo (il bargello era la massima autorità al tempo dell'Italia medioevale dei Comuni.
Secondo il dizionario Zingarelli la frase può essere adoperata anche per indicare che si è compiuto allegramente e con buon esito un lavoro che presentava difficoltà, superate con l'ingegno. E ciò stante la definizione: (scherz.) per indicare che si è compiuto o completato un lavoro.